# Morinda hainanensis
Morinda hainanensis är en måreväxtart som beskrevs av Elmer Drew Merrill och How. Morinda hainanensis ingår i släktet Morinda och familjen måreväxter. Inga underarter finns listade i Catalogue of Life.